# (2160) Spitzer
(2160) Spitzer es un asteroide perteneciente al cinturón de asteroides, descubierto el 7 de septiembre de 1956 por el equipo de la Universidad de Indiana desde el Observatorio Goethe Link, Brooklyn.

## Designación y nombre
Designado provisionalmente como 1956 RL. Fue nombrado Spitzer en honor al astrónomo estadounidense Lyman Spitzer.